# Cuarto Acto
Cuarto Acto es el segundo álbum del grupo colombiano Estados alterados, publicado por Discos Fuentes en 1993 en formato vinilo, CD y Casete, la producción de este álbum estuvo a cargo de Federico López y Víctor García (Selfish) mientras que el mixing corrió a cargo de británico Richard Blair.
Gracias a este trabajo la banda logró mayor reconocimiento internacional, el cambio de sello también trajo un sonido más estilizado, el vídeo de «Seres De La Noche» fue el primero de una banda colombiana rotando en el recién inaugurado MTV Latino. La buena recepción de los sencillos «Seres De La Noche» y «Nada»  acentuaron el nombre de la banda en Latinoamérica, por este mismo año el grupo dio un gran impulso a la carrera de Aterciopelados además de participar activamente de varios conciertos y festivales.

## Lista de temas
| Cuarto Acto |                          |          |  |
| N.º         | Título                   | Duración |  |
| 1.          | «Quemando Las Cortinas»  | 3:43     |  |
| 2.          | «Sacudete Ahora»         | 3:04     |  |
| 3.          | «Me Partirás En Dos»     | 3:45     |  |
| 4.          | «Nada»                   | 4:16     |  |
| 5.          | «Pobreza Y Castidad»     | 4:13     |  |
| 6.          | «Nunca»                  | 4:03     |  |
| 7.          | «Sintético Mundo»        | 3:46     |  |
| 8.          | «Trance»                 | 3:51     |  |
| 9.          | «Seres De La Noche»      | 3:58     |  |
| 10.         | «Los Secretos Del Dolor» | 4:19     |  |
| 11.         | «Infecto»                | 3:09     |  |
| 12.         | «Selfish»                | 3:24     |  |
| 13.         | «Ingenua»                | 2:11     |  |
| 47:42       |                          |          |  |

## Videoclips
- «Seres De La Noche»
- «Nada»
- «Selfish»

## Músicos
Estados Alterados
- Fernando Sierra -Elvis-
- Ricardo Restrepo -Ricky
- Gabriel Lopera -Tato-

Músicos Invitados
- Alfredo de la Fé - Violín «Seres De La Noche»
- Fruko - Congas «Me Partiras En Dos»
- Luis Hoyos -Yiyo - Bajo «Infecto»
- Camilo Zuleta - Guitarra
- German Callejas - Bajo
- Luisa Aristizabal - Coros